# Rubricatochromis
Rubricatochromis (von lateinisch rubricare „rotfärben“ und von Chromis, eine Gattung der Riffbarsche, in die früher auch Buntbarsche eingegliedert wurden) ist eine Gattung afrikanischer Buntbarsche (Cichlidae). Die Gattung wurde erst im November 2022 wissenschaftlich beschrieben und umfasst die „Roten Buntbarsche“, die vorher der Gattung Hemichromis zugeordnet wurden. Das Verbreitungsgebiet der Gattung reicht von Nordafrika über Westafrika und Zentralafrika südlich bis in das Kongobecken.

## Merkmale
Rubricatochromis-Arten sind kleine bis mittelgroße Buntbarsche, die Standardlängen von 4 bis 8,5 cm erreichen. Der Rumpf ist oval, der Kopf relativ groß. Im Unterschied zur Gattung Hemichromis ist das Maul bei Rubricatochromis nur wenig protaktil (vorstülpbar). Die Zähne sind in beiden Kieferhälften einspitzig und üblicherweise in einer Reihe angeordnet. Bei größeren Exemplaren kann sich eine zweite, innere Zahnreihe bilden; die Zähne sind dann unregelmäßig angeordnet. Rubricatochromis-Arten haben Rundschuppen, 16 sind rund um den Schwanzstiel angeordnet. Die Anzahl der Wirbel beträgt 25 bis 26, davon sind 12 bis 14 Rumpfwirbel und 11 bis 14 Schwanzwirbel. Zu den Knöchelchen unterhalb der Orbita gehören auch die Lacrimale, die vier Poren des sensorischen Systems aufweist, und fünf zusätzliche Röhrenknochen. Die obere Seitenlinie ist deutlich von der Basis der Rückenflosse getrennt. Männchen und Weibchen unterscheiden sich weder hinsichtlich ihrer Gestalt noch ihrer Färbung wesentlich voneinander. Ihre Grundfärbung ist rötlich oder grünlich-bräunlich oft mit irisierenden blauen Punkten oder Strichen. Halbwüchsige und ausgewachsene Exemplare zeigen bei einigen Verhaltenssituationen in der Regel drei deutliche schwarze Flecken auf den Körperseiten. Einer dieser Flecken befindet sich auf dem Kiemendeckel, der zweite in der Körpermitte und der letzte am Ende des Schwanzstiels. Die Flecken auf Körpermitte und Schwanzstiel verschwinden bei manchen Arten mit zunehmendem Alter.
Alle Rubricatochromis-Arten bilden Paare, sind Offenbrüter und betreiben eine intensive Brutpflege.

## Arten
Es gibt neun wissenschaftlich beschriebene und vier unbeschriebene Arten.
- Roter Buntbarsch (Rubricatochromis bimaculatus (Gill, 1862))
- Rubricatochromis cerasogaster (Boulenger, 1899)
- Rubricatochromis cristatus (Loiselle, 1979)
- Rubricatochromis exsul (Trewavas, 1933)
- Rubricatochromis guttatus ((Günther, 1862) Typusart der Gattung)[1]
- Letourneux Roter Buntbarsch (Rubricatochromis letourneuxi (Sauvage, 1880))
- Lifalilis Buntbarsch (Rubricatochromis lifalili (Loiselle, 1979))
- Rubricatochromis paynei (Loiselle, 1979)
- Rubricatochromis stellifer (Loiselle, 1979)
- Rubricatochromis sp. „Gabon“
- Rubricatochromis sp. „Guinea 1“
- Rubricatochromis sp. „Guinea 2“
- Rubricatochromis sp. „Neon“

## Aquaristik
Die „Roten Cichliden“ sind wegen ihrer kräftigen roten Färbung beliebte Aquarienfische. Sie sind allerdings teilweise sehr aggressiv, wühlen stark und sind deshalb nicht für ein normales Gesellschaftsaquarium geeignet.